# Главное управление микробиологической промышленности
Главное управление микробиологической промышленности СССР или Главмикробиопром — орган государственного управления при Совете Министров СССР, существовавший с 1966 года по 1985 год в СССР, который курировал и организовывал работу предприятий, институтов и учреждений в микробиологической отрасли промышленности.

## История
Управление было создано 18 февраля 1966 года с целью обеспечить централизованное управление предприятиями, в основе которых лежит технология микробиологического синтеза, а также институтами и учреждениями, деятельность которых связана с микробиологическим производством напрямую или косвенно. Фактически, с созданием Главмикробиопрома, в стране была создана новая отрасль промышленности — микробиологическая.
Первым начальником Главного управления микробиологической промышленности стал Василий Дмитриевич Беляев (вступил в должность 21 марта 1966 года), видный деятель химической промышленности и бывший заместитель Министра химической промышленности СССР.
Предпосылками к созданию Главмикробиопрома были успехи и открытия в области прикладной микробиологии, основным из которых являлось создание и разработка нового вида кормовых дрожжей, производимых методом биоконверсии углеводородного сырья (н-алканов, или же парафинов нефти). Разработка этой добавки началась ещё в 1961 году в Московском отделении НИИГС, вскоре начались испытания при поддержке Института питания АМН СССР. Уже к 1962-63 годам препарат получил название «Белково-витаминный концентрат», или же БВК. Благодаря этой разработке МОНИИГС было переименовано во ВНИИсинтезбелок и впредь занималось проблемами биосинтеза белковых веществ. Спустя три года будет создано Главное управление микробиологической промышленности.
Главмикробиопром значительно сориентировал направление работ по требуемым сельскому хозяйству вопросам, ускорил разработку новых видов продукции микробиологического синтеза, позволил оптимизировать снабжение и укомплектацию лабораторий, институтов и существующих заводов. Также с появлением Главка появилась возможность развивать приоритетные направления конкретно микробиологической промышленности, руководить созданием новых институтов и отделений, филиалов, строительством новых производств и модернизацией, расширением уже имеющихся.
В 1979 году, после смерти Василия Дмитриевича Беляева, на пост начальника Главка назначается Рычков Р. С.
В 1985 году Рычков оставляет пост начальника, вместо него назначается Быков В. А., бывший директор Киришского БХЗ, секретарь местного горкома партии и заведующий сектором микробиологической промышленности Отдела химической промышленности ЦК КПСС. Быков быстро добивается того, чтобы Главк был ликвидирован. Так, в 21 ноября 1985 года Главное управление микробиологической промышленности было упразднено, и вместо него было создано Министерство медицинской и микробиологической промышленности (Министерство медицинской промышленности было включено в состав нового Министерства), являющееся «преемником» Главка и занимающегося теми же вопросами и проблемами.

## Военная микробиология
Основная статья: НПО «Биопрепарат».
Главмикробиопром, помимо курирования гражданских предприятий и институтов, также занимался курированием оборонно-промышленных и научных структур, занимающихся разработкой биологического оружия и средств защиты против него. Это также и селекция болезнетворных и патогенных штаммов, их промышленное производство на опытно-промышленных заводах, испытание на животных и так далее. «Военной микробиологией» в Главке занималось Научно-производственное объединение «Биопрепарат», созданное в 1973 году по инициативе Ю.А. Овчинникова. НПО имело довольно большую значимость, что отразилось по сути и на самом Главке. Так, например, заместителями начальника (ОДР КГБ) Главного управления были Фадейкин Иван Анисимович (август 1974 – январь 1978 г.), генерал-лейтенант; Скоморохин Яков Павлович (4 сентября 1978 – ... г.), генерал-майор.
Военное крыло по вопросам биологического оружия Главмикробиопрома прожило дольше всех даже после ликвидации Минмедбиопрома, хоть и с большими потерями. В 1994 году было преобразовано в РАО.

## Структура[7]

### Управление Главком по общим (типовым) направлениям деятельности
- «Организационно-распорядительная деятельность (канцелярия, отдел, управление)» (1966-1985);

- «Научно-организационная деятельность» (1967-1985);
  - Совет, секции совета: гидролизной промышленности; охраны труда и техники безопасности; проектирования и строительства; промышленности бактериальных препаратов; промышленности белковых веществ и аминокислот; промышленности кормовых препаратов; витаминов и растворителей; промышленности оборудования и механизации производственных процессов и автоматизации производства; промышленности премиксов; промышленности ферментных препаратов; промышленности штаммов микроорганизмов; экономики промышленности и научной организации труда;

- «Планирование (управление)» (1966-1985);

- «Финансирование (отделы, управление)» (1966-1985);

- «Учет и отчетность (бухгалтерии, управление)» (1966-1985);

- «Труд. Кадры. Зарплата. Подготовка кадров (отделы)» (1966-1985);

### Функционально-производственная деятельность Управления
- «Техническая и производственно-техническая служба (отделы, управления)» (1966-1985);
- «Служба главного механика и главного энергетика (отдел)» (1970-1985);
- «Гидролизная промышленность (управление)» (1966-1985);
  - ВПО «Союзгидролизпром»;

- «Промышленность белковых веществ и ферментов (управление)» (1966-1985);
  - ВПО «Союзпромбелок»;

- «Промышленность бактериальных препаратов (управление)» (1966-1985);
  - ВПО «Союзбакпрепарат»;

- «Строительство (отделы, управление)» (1966-1985);
- «Внешнеэкономические связи (отдел)» (1968-1985);
- «Материально-техническое снабжение (управление)» (1966-1985);

### Общественные организации
- «Местком» (1969-1982);
- «Профком» (1983-1985);
- «Группа народного контроля» (1979-1985).

## Ведомственные предприятия, институты и объединения

### Предприятия Главмикробиопрома и год включения в структуру[8][9]

#### Биохимические и биофармацевтические заводы
- Андижанский гидролизный завод, г. Анджиан;
- Архангельский гидролизно-дрожжевой завод (1966), г. Архангельск;
- Ахметский биохимический завод (1966), г. Ахмета;
- Бельцкий биохимический завод, г. Бельцы;
- Бендерский биохимический завод, г. Бендеры;
- Бердский химический завод, г. Бердск;
- Бирюсинский гидролизный завод (1966), г. Бирюсинск;
- Бобруйский гидролизный завод (1966), г. Бобруйск;
- Бокситогорский биохимический завод (1971), г. Бокситогорск;
- Верхнехортицкий завод кормовых антибиотиков, г. Верхняя Хортица;
- Владимирский завод бактериальных препаратов (1966), г. Владимир;
- Волгоградский биохимический завод, г. Волгоград;
- Волжский гидролизно-дрожжевой завод (1970), г. Волжск;
- Георгиевский биохимический завод объединения «Кавмикробиопром» (1966), г. Георгиевск;
- Грозненский ацетоновый завод, г. Грозный;
- Губахинский биохимический завод (1966), г. Губаха;
- Дрожжевой завод на Амурском целлюлозно-картонном комбинате, г. Амурск;
- Ефремовский биохимический завод, г. Ефремов;
- Зиминский гидролизный завод, г. Зима;
- Ивдельский гидролизный завод (1966), г. Ивдель;
- Канский биохимический завод (1966-1971?), г. Канск;
- Кедайняйский биохимический завод, г. Кедайняй;
- Краснодарская биофабрика (1966), г. Краснодар;
- Краснодарский химкомбинат объединения «Кавмикробиопром» (1966), г. Краснодар;
- Краснодарский комбинат биохимических и витаминных препаратов имени Карла Маркса (1966), г. Краснодар;
- Красноярский биохимический завод (1967), г. Красноярск;
- Кропоткинский химический завод (1966?), г. Кропоткин;
- Ладыжинский завод ферментных препаратов, г. Ладыжин;
- Ленинградский опытно-промышленный гидролизный завод, г. Ленинград;
- Лесозаводский гидролизно-дрожжевой завод (1966), г. Лесозаводск;
- Ливанский опытный биохимический завод, г. Ливаны;
- Лобвинский гидролизный завод (1966), п. Лобва;
- Лотошинский биохимический завод (1966), п. Лотошино;
- Мантуровский биохимический завод (1966), г. Мантурово;
- Мценский биохимический завод (1966), г. Мценск;
- Нарткалинский химический комбинат, г. Нарткала;
- Несвижский завод кормового биомицина (1966), г. Несвиж;
- Никольский завод кормового биомицина (1966), вероятно г. Щигры;
- Омутнинский химический завод (1966), пгт. Восточный;
- Онежский гидролизный завод (1966), г. Онега;
- Пинский биохимический завод (1966), г Пинск;
- Плавицкий ферментный завод, п. Плавица;
- Приволжский опытно-промышленный биохимический завод при НПО «Биотехнология» (1968), г. Приволжский, Калининская область;
- Саратовский биохимический завод (1966), г. Саратов;
- Сокольский гидролизно-дрожжевой завод, г. Сокол;
- Сокоэкстракционный завод «Красный Слон» (1967), п. Красный Слон (Зеленогорский);
- Тавдинский гидролизный завод (1966?), г. Тавда;
- Талицкий биохимический завод (1966), г. Талица;
- Трипольский биохимический завод, п. Обухово, Киевская область;
- Тулунский гидролизный завод (1966), г. Тулун;
- Туркестанский завод кормовых антибиотиков, г. Туркестан;
- Унгенский биохимический завод, г. Унгень;
- Фрунзенский завод антибиотиков (1968), г. Фрунзе (Бишкек);
- Хакасский гидролизно-дрожжевой завод (1966), г. Усть-Абакан;
- Химический завод «Прогресс», г. Степногорск;
- Хорский гидролизный завод (1966), р. п. Хор;
- Хорский биохимический завод (1978), р. п. Хор;
- Чайковичский завод кормовых антибиотиков, г. Чайковичи;
- Чимкентский гидролизный завод, г. Чимкент;
- Шебекинский биохимический завод, г. Шебекино;
- Шумерлинский химический завод, г. Шумерля;
- Янгиюльскийй биохимический завод, Ташкентская область;

##### Запроектированные, но не построенные биохимические заводы
- Богучанский биохимический завод (проект), с. Богучаны;
- Маклаково-Енисейский гидролизно-дрожжевой завод (проект), г. Лесосибирск;
- Парфинский гидролизно-дрожжевой и фурфурольный завод (недостроен, частично перепрофилирован и арендован), г. Парфино;
- Первомайский биохимический завод (проект), г. Первомайск;
- Томско-Асиновский гидролизно-дрожжевой завод (проект), г. Асино.

##### Заводы БВК
- Ангарский завод БВК (1972), г. Ангарск;
- Башкирский биохимический комбинат (1972), г. Благовещенск;
- Киришский биохимический завод (1972), г. Кириши;
- Кременчугский завод БВК (конец 70-х, до 1982), г. Кременчуг;
- Кстовский опытно-промышленный завод БВК (1969), г. Кстово;
- Мозырский завод кормовых дрожжей (БВК) (1977), г. Мозырь;
- Новополоцкий завод БВК имени 60-летия СССР (1975), г. Новополоцк;
- Светлоярский завод БВК (1970), р. п. Светлый Яр;
- Уфимский опытно-промышленный завод БВК (1968), г. Уфа.

#### Запроектированные, но не построенные заводы БВК
- Гудермесский завод БВК, г. Гудермес;
- Омский завод БВК, г. Омск;
- Оренбургский завод БВК, г. Оренбург;
- Орский опытно-промышленный завод БВК, г. Орск;
- Павлодарский завод БВК, г. Павлодар;
- Сызранский завод БВК, г. Сызрань;
- Тобольский завод БВК, г. Тобольск;
- Томский завод БВК, г. Томск.

### Институты и объединения Главмикробиопрома и год включения в структуру[8][9]
- ВНИИсинтезбелок (1966), г. Москва;
  - Волгоградский филиал ВНИИсинтезбелок, р. п. Светлый Яр;
  - Северо-Кавказский филиал ВНИИсинтезбелок, г. Краснодар;
- ВНИИгидролиз (1966), г. Ленинград;
- ВНИИбакпрепарат, впоследствии ВНИИ «Биотехнология» (1968), г. Москва;
- ВНИИгенетика (1968), г. Москва;
- ВНИИбиохиммашпроект (Научно-исследовательский и проектно-конструкторский институт прикладной биохимии), г. Москва;
  - Сибирский филиал ВНИИ «Биохиммашпроект» (1975), г. Бердск;
- ВНИИ биологического приборостроения;
- ВНИИ прикладной микробиологии;
- Филиал по разработке готовых лекарственных средств НИИ по биологическим испытаниям химических соединений (1976);
- Проектный институт «Гипробиосинтез», г. Ленинград;
  - Проектный институт «Ангарскгипробиосинтез», филиал «Сибгипробиосинтеза» (1974), г. Ангарск;
  - Проектный институт «Волгоградгипробиосинтез», филиал «Гипробиосинтеза» (1971), г. Волгоград;
  - Проектный институт «Башгипробиосинтез», филиал «Гипробиосинтеза» (1972), г. Уфа;
  - Проектный институт «Белгипробиосинтез», филиал «Гипробиосинтеза» (1972), г. Минск;
  - Проектный институт «Мосгипробиосинтез», филиал «Гипробиосинтеза» (1967), г. Москва;
  - Проектный институт «Южгипробиосинтез», филиал «Гипробиосинтеза» (1962), г. Одесса;
  - Проектный институт «Сибгипробиосинтез», филиал «Гипробиосинтеза» (1962), г. Красноярск;
  - Проектный институт «Севгипробиосинтез», филиал «Гипробиосинтеза» (1969), г. Киров;
- Кировское специализированное ремонтно-монтажное управление Всесоюзного объединения «Оргмикробиопром» (1975), филиал Уральского ССМУ, г. Киров[10];
  - Кировский хозрасчётный участок КСРМУ;
  - Кстовский хозрасчётный участок КСРМУ;
  - Омутнинский хозрасчётный участок КСРМУ;
  - Шумерлинский хозрасчётный участок КСРМУ;
  - Мантуровский хозрасчётный участок КСРМУ;
- Уральский специализированный строительно-монтажный трест (трест «Уралмедбиостроймонтаж») (1986), г. Свердловск;
- Строительно-монтажный и ремонтный трест «Биоремстрой» Всесоюзного объединения «Союзбиоремналадка» (1982), р. п. Светлый Яр;
- ВПО «Союзпромбелок», Всесоюзное промышленное объединение по производству белковых веществ и ферментов (8 заводов);
- ВПО «Союзгидролизпром», Всесоюзное промышленное объединение гидролизной промышленности (42 завода);
- ВПО «Союзбакпрепарат», Всесоюзное промышленное объединение по производству бактериальных препаратов (50 заводов);
- НПО «Биопрепарат», п/я А-1063 (1973), г. Москва;
- НПО «Гидролизпром» (1970), г. Ленинград;
- Научно-производственное объединение «Армбиотехнология» (в период Минмедбиопрома) в составе:
  - Научно-исследовательского технологического института аминокислот, г. Ереван;
  - Чаренцаванского опытно-промышленного завода по  производству лизина;
  - Абовянского завода медицинских изделий;
  - Ереванского ремонтно-строительного управления;
- Государственное союзное предприятие «Вайнах» (в период Минмедбиопрома), г. Грозный:
  - Завод «Беркат»;
  - Грозненский филиал института Южгипробиосинтез;
  - Грозненский филиал института ВНИИбиотехника;
  - Грозненский хозрасчетный ремонтно-строительный участок.